# Weerstandsmoment

Weerstandsmoment van een rechthoekige doorsnede

Het weerstandsmoment van een dwarsdoorsnede wordt in de constructieleer gebruikt om de maximale spanningen in die doorsnede te bepalen.
Het weerstandsmoment is gelijk aan de inhoud van de spanningsfiguur aan één zijde van de neutrale lijn, vermenigvuldigd met de afstand tussen de zwaartepunten van de spanningsfiguren.
Het weerstandsmoment rond de y-as is gelijk aan:
{\displaystyle W={\frac {I_{zz}}{z}}}
Hierin is
- Izz gelijk aan het oppervlaktetraagheidsmoment rond de y-as
- z de afstand tot de uiterste vezel ten opzichte van deze neutrale lijn

waarbij de y-as door het zwaartepunt van de doorsnede gaat, en evenwijdig ligt aan de neutrale lijn.
De SI eenheid van weerstandsmoment is m3, veelvoorkomende eenheden zijn mm3 of cm3.
Het weerstandsmoment is een verband tussen de maximale spanning in een balk en de belasting van die balk. Er is ook een verband tussen de belasting van de balk en de doorbuiging ervan: zie balktheorie.

## Uitwerking T-balk

Doorsnede van een T-balk

In het figuur geldt dat het weerstandsmoment boven de neutrale lijn (in dit geval de y-as) gelijk is aan:
{\displaystyle W_{bov}={\frac {I_{zz}}{z_{bov}}}}
en het weerstandsmoment onder de neutrale lijn is gelijk aan:
{\displaystyle W_{ond}={\frac {I_{zz}}{z_{ond}}}}
met voor {\displaystyle z_{ond}} een negatieve waarde
De maximale spanning in punt 1 door een buigend moment M worden dan gegeven door:
{\displaystyle \sigma _{max;1}={\frac {M\cdot z_{bov}}{I_{zz}}}={\frac {M}{W_{bov}}}}
en in punt 2:
{\displaystyle \sigma _{max;2}={\frac {M\cdot z_{ond}}{I_{zz}}}={\frac {M}{W_{ond}}}}
met voor {\displaystyle z_{ond}} een negatieve waarde

## Weerstandsmomenten van enkele profielen
| Doorsnede                                                         | Weerstandsmoment |
| ----------------------------------------------------------------- | --- |
| Rechthoek met breedte b (volgens y-as) en hoogte h (volgens z-as) | {\displaystyle W_{y}={b\cdot h^{2} \over 6}} {\displaystyle W_{z}={b^{2}\cdot h \over 6}}                                                         |
| Cirkel met diameter d                                             | {\displaystyle W_{z}=W_{y}={\pi \cdot d^{3} \over 32}}                                                                                            |
| Driehoek met hoogte h en basis b                                  | {\displaystyle W_{y;ond}={b\cdot h^{2} \over 12}} {\displaystyle W_{y;bov}={b\cdot h^{2} \over 24}} {\displaystyle W_{z}={b^{2}\cdot h \over 24}} |
| Buis met buitendiameter D en binnendiameter d                     | {\displaystyle W_{y}={\pi (D^{4}-d^{4}) \over 32\cdot D}}                                                                                         |